# Chorizanthe pulchella
Chorizanthe pulchella là một loài thực vật có hoa trong họ Rau răm. Loài này được Brandegee mô tả khoa học đầu tiên năm 1889.